# Chi Cuồng
Cuồng (sách Cây Cỏ Việt Nam, PHH), còn gọi là thông mộc hay đơn châu chấu (Aralia), là chi thực vật có hoa trong họ Araliaceae.

## Các loài
- Aralia apioides
- Aralia armata
- Aralia atropurpurea
- Aralia bicrenata
- Aralia bipinnata
- Aralia cachemirica
- Aralia caesia
- Aralia californica
- Aralia castanopsiscola
- Aralia chapaensis
- Aralia chinensis
- Aralia continentalis
- Aralia cordata
- Aralia dasyphylla
- Aralia dasyphylloides
- Aralia debilis
- Aralia decaisneana
- Aralia delavayi
- Aralia echinocaulis
- Aralia elata
- Aralia fargesii
- Aralia ferox
- Aralia finlaysoniana
- Aralia foliolosa
- Aralia fragrans
- Aralia frodiniana
- Aralia gigantea
- Aralia gintungensis
- Aralia glabra
- Aralia glabrifoliolata
- Aralia henryi
- Aralia hispida
- Aralia houheensis
- Aralia humilis
- Aralia kansuensis
- Aralia kingdon-wardii
- Aralia laevis
- Aralia malabarica
- Aralia melanocarpa
- Aralia merrillii
- Aralia mexicana
- Aralia montana
- Aralia nguyen-taoi
- Aralia nudicaulis
- Aralia parasitica
- Aralia plumosa
- Aralia racemosa
- Aralia regeliana
- Aralia rex
- Aralia ryukyuensis
- Aralia scopulorum
- Aralia searelliana
- Aralia soratensis
- Aralia spinifolia
- Aralia spinosa
- Aralia stellata
- Aralia stipulata
- Aralia subcordata
- Aralia thomsonii
- Aralia tibetana
- Aralia tomentella
- Aralia undulata
- Aralia urticifolia
- Aralia verticillata
- Aralia vietnamensis - Cuồng Việt Nam
- Aralia warmingiana
- Aralia wilsonii
- Aralia yunnanensis

## Hình ảnh

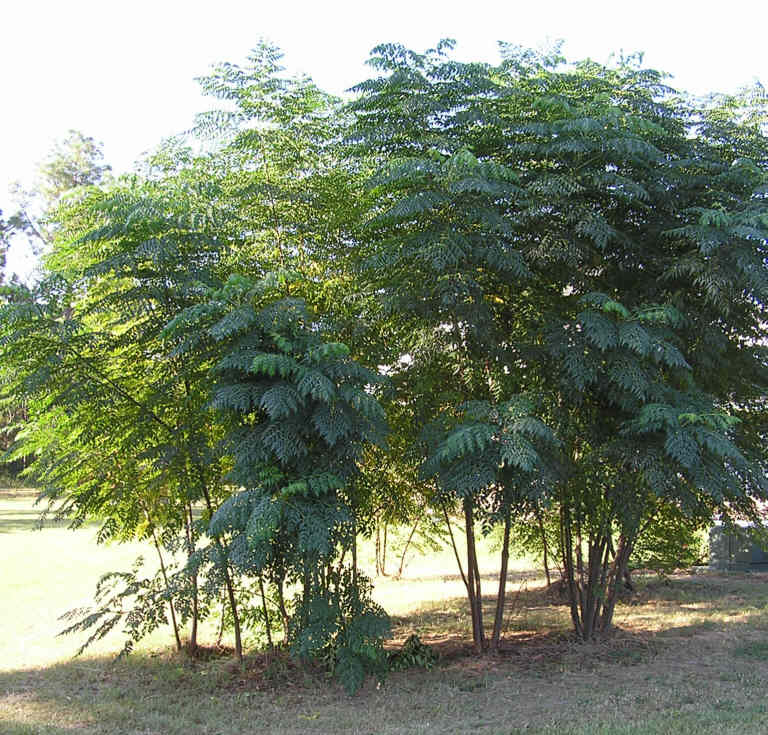
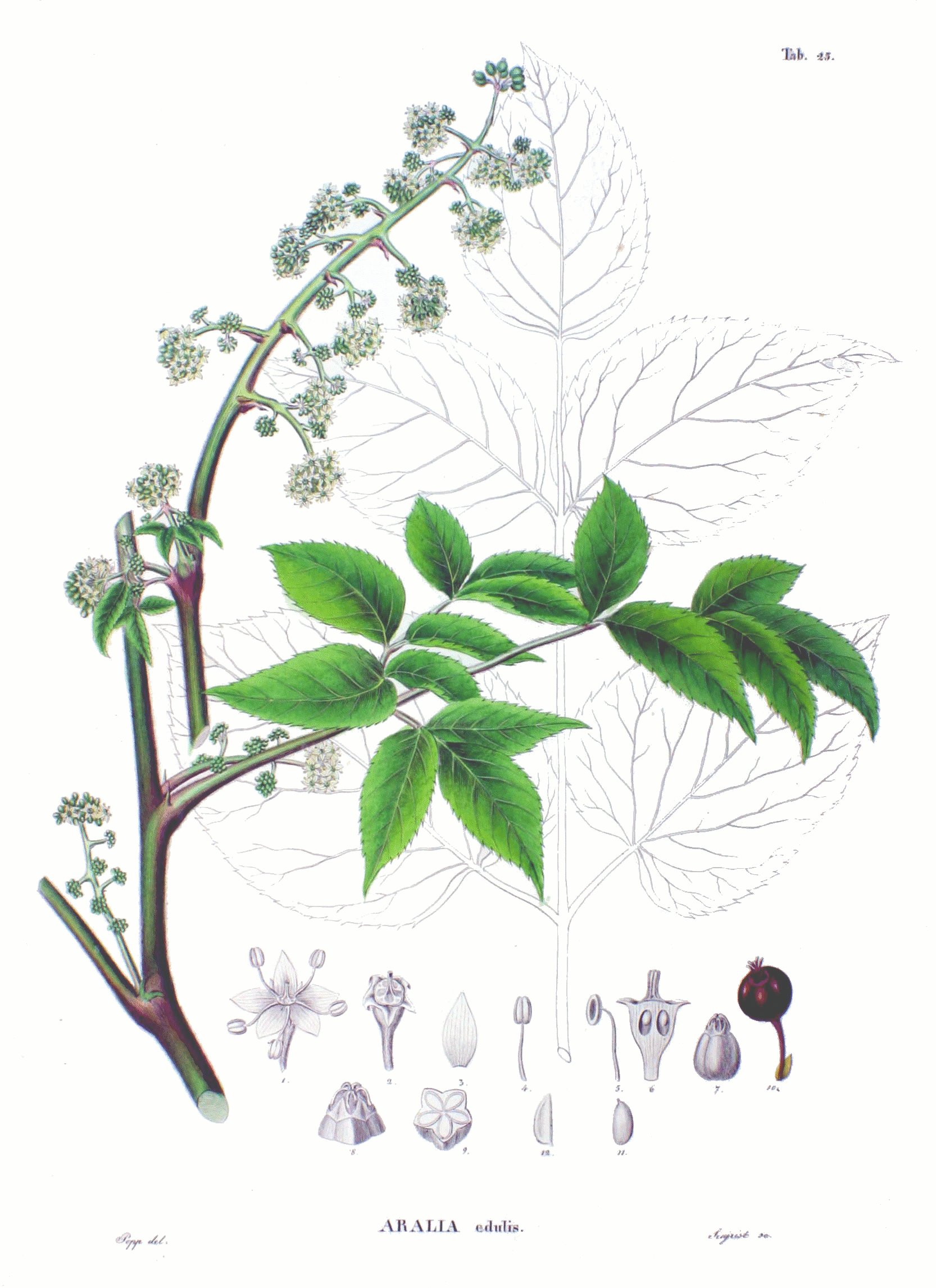
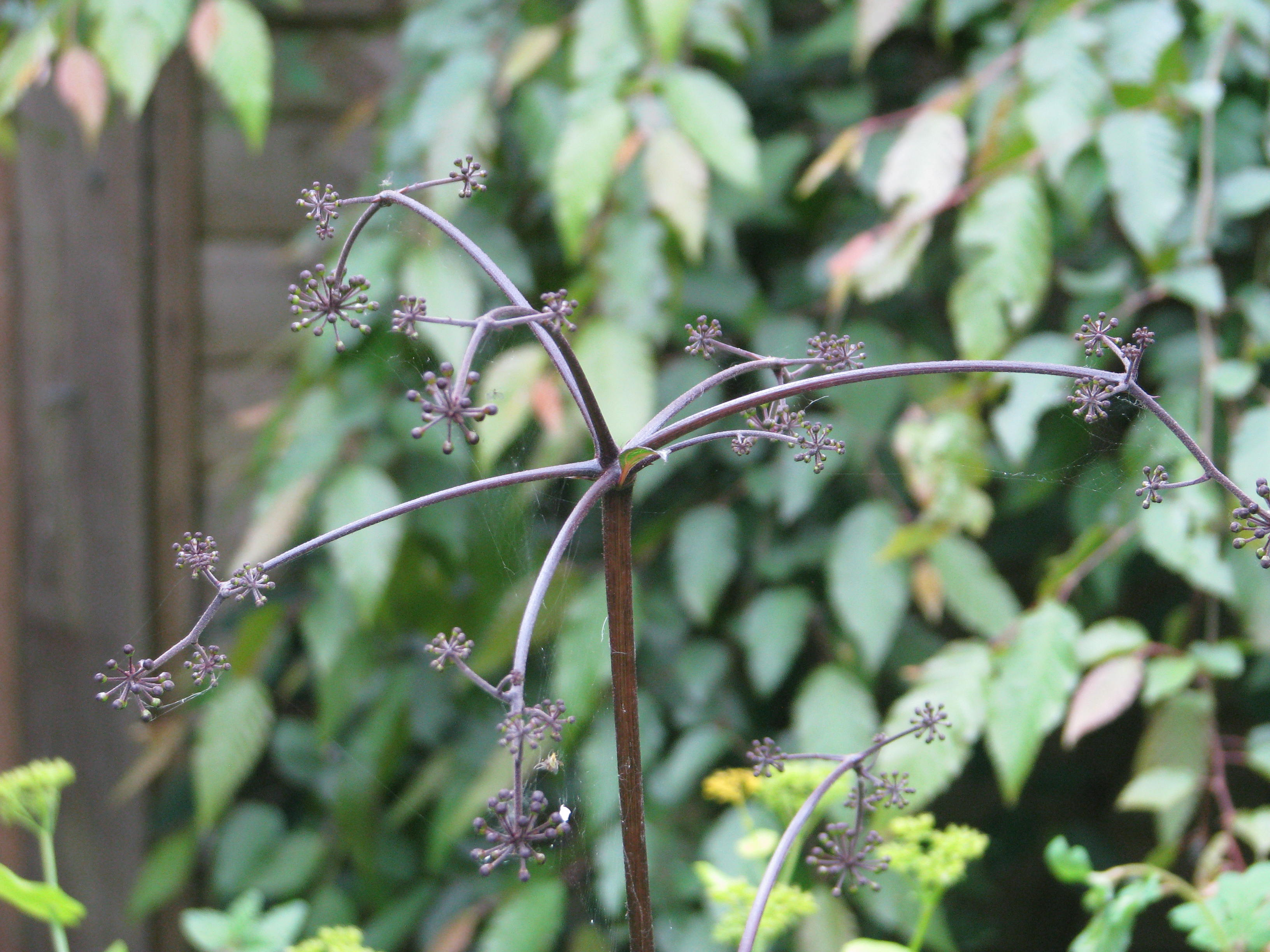
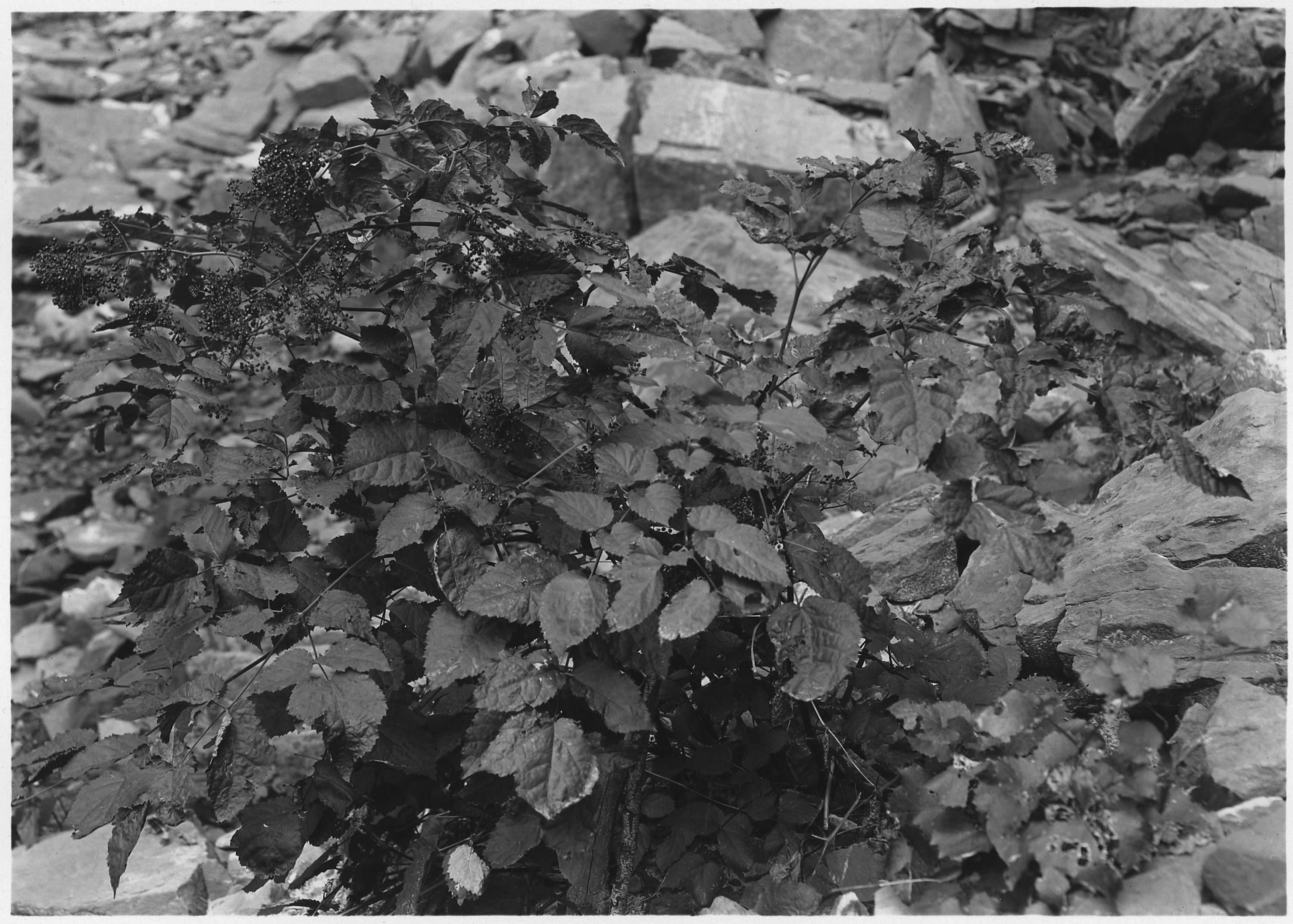